# Nørre Tyrstrup Herred

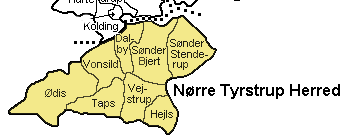
Nørre Tyrstrup Herred

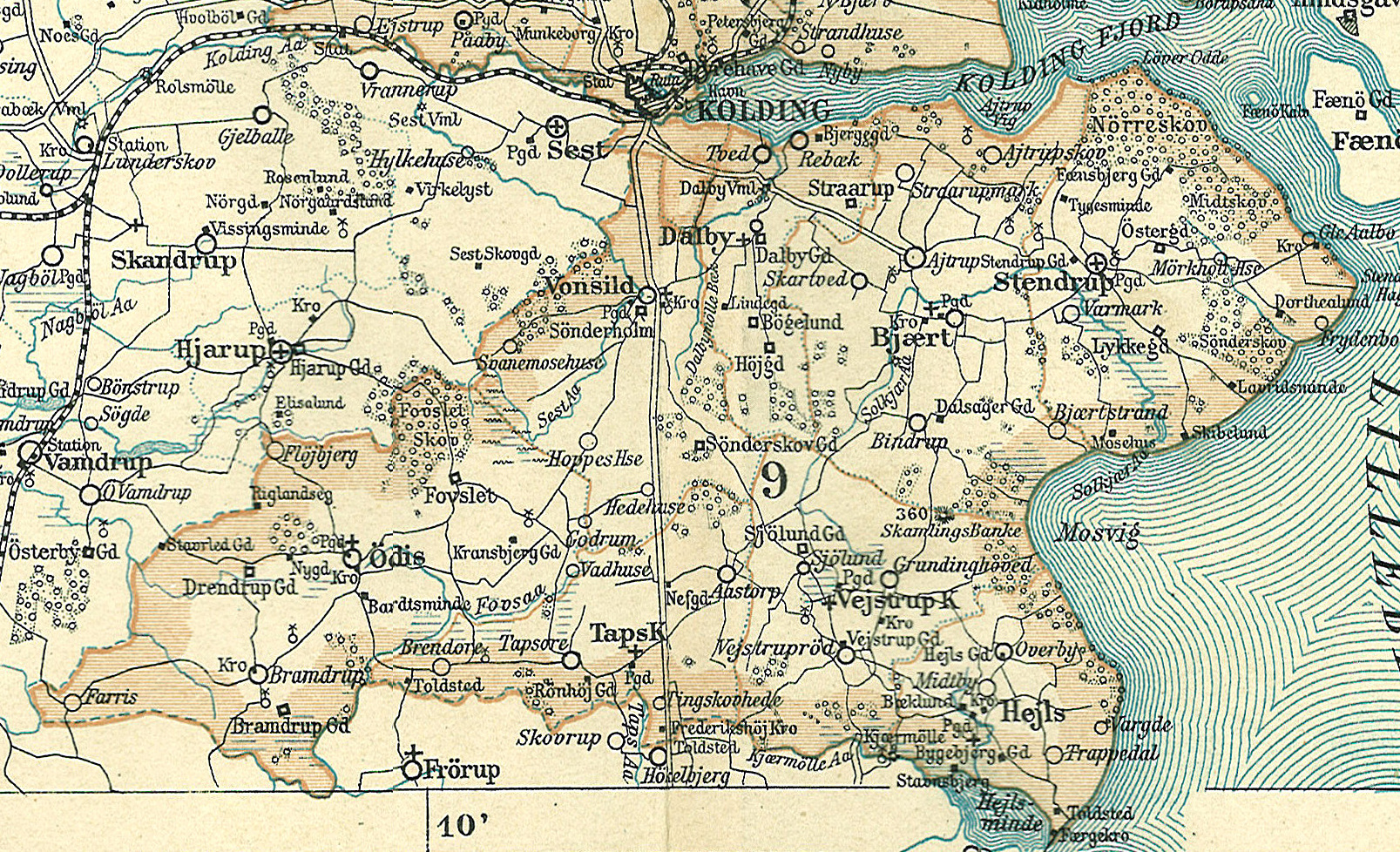
Nørre Tyrstrup Herred rond 1900

Nørre Tyrstrup Herred was een herred in het voormalige Vejle Amt in Denemarken. Nørre Tyrstrup ontstond in 1864 toen Tyrstrup Herred in tweeën werd gedeeld. Het noorden (Nørre) werd deel van Denemarken en Vejle Amt, het zuiden, Sønder, 'bleef deel van het Hertogdom Sleeswijk en Haderslev Amt, waarmee het feitelijk Pruissisch werd. Ook na de terugkeer van Haderslev naar Denemarken, na het referendum van 1920 bleef Tyrstrup gedeeld.
De herred omvatte acht parochies. Alle parochies liggen in het bisdom Haderslev.
- Dalby
- Hejls
- Sønder Bjert
- Sønder Stenderup
- Taps
- Vejstrup
- Vonsild
- Ødis